# 雙溪庄
雙溪庄為臺灣日治時期1920年10月至1945年10月間存在之行政區，轄屬臺北州基隆郡。今新北市雙溪區。

## 行政區劃
雙溪庄在清治時期及日治時期初期屬三貂堡、文山堡的街庄，在1896年3月隸屬「臺北縣直轄」及「基隆支廳」，在1897年7月1日隸屬「頂雙溪辨務署」（管轄三貂堡）、「景尾辨務署」（管轄文山堡）。1899年7月21日，頂雙溪辨務署被併入「基隆辨務署」。1900年12月1日，景尾辨務署改為「深坑辨務署」。1901年11月11日，臺灣的行政區劃改為二十廳，雙溪地區隸屬「基隆廳頂雙溪支廳」。1903年11月1日，基隆廳實施街庄整併，雙溪地區被整併為以下15個庄，並被劃分為第8、9、10、13區。
- 三貂堡：頂雙溪庄、魚行庄、武丹坑庄、石壁坑庄、三叉港庄、石笋庄、燦光藔庄、平林庄、柑脚庄、三叉坑庄、丁仔蘭坑庄
- 文山堡：大平、烏山庄、溪尾藔庄、料角坑庄[4]

1905年7月1日，雙溪地區改劃分為頂雙溪區、槓仔藔區、大平區。1909年10月25日，基隆廳被併入臺北廳，雙溪地區隸屬「臺北廳頂雙溪支廳」。1920年10月1日，原堡里之行政區廢除，街庄改為大字，「頂雙溪」改稱「雙溪」；前述15庄合併為臺北州基隆郡「雙溪庄」，轄域內分為雙溪、魚行、三叉港、武丹坑、石壁坑、三叉坑、丁子蘭坑、大平、烏山、溪尾寮、料角坑、石、燦光寮、平林、柑脚等15個大字。
- 雙溪大字下有「雙溪」、「苕谷坑」、「九分坑」、「過港」小字名
- 魚行大字下有「新店」、「粗坑子」、「頂坪」、「坑子內」、「公館」、「魚杭子」、「頂坑」、「內厝」、「八股」、「登子蘭坑口」、「乾溪子」、「乾溪子口」、「礁溪子」小字名
- 三叉港大字下有「三叉港」、「土地公嶺」小字名
- 武丹坑大字下有「下坑」、「武丹坑」、「尫子崙坑」、「粗坑」、「五分」、「頂坪」小字名
- 三叉坑大字下有「三叉坑」、「大埤」、「四分子」小字名
- 大平大字下有「後寮子」、「大平」、「破子寮」、「竿蓁坑」、「竹子山」小字名
- 烏山大字下有「大湖尾」、「烏山」、「三分二」、「灣潭」小字名
- 溪尾寮大字下有「溪尾寮」、「藤寮坑」小字名
- 料角坑大字下有「料角坑」、「保成坑」、「糞箕湖」、「怣子坑」小字名
- 平林大字下有「內平林」、「大瀨」、「新寮子」、「後番子坑」、「外平林」、「艋舺崙」、「竹寮坑」、「下崁」、「埔尾」、「麻竹坑」小字名
- 柑脚大字下有「柑脚」、「外柑脚」、「崩山坑」、「下坑」、「中坑」、「盤山坑」小字名[6]

二戰後，雙溪庄在1946年1月16日改為臺北縣基隆區雙溪鄉。1950年8月，縣轄區廢止，雙溪鄉直接隸屬臺北縣。
| 原街庄                                   | 1903年 | 1905年   | 1905年     | 1920年-1945年 | 1920年-1945年 | 1946年 |
| 原街庄                                   | 區     | 區       | 街庄       | 街庄          | 大字          | 鄉鎮   |
| ---------------------------------------- | ------ | -------- | ---------- | ------------- | ------------- | ------ |
| 頂雙溪街、九份坑庄、苕古坑庄             | 第8區  | 頂雙溪區 | 頂雙溪     | 雙溪庄        | 雙溪          | 雙溪鄉 |
| 魚桁庄                                   | 第8區  | 頂雙溪區 | 魚行庄     | 雙溪庄        | 魚行          | 雙溪鄉 |
| 三叉港庄                                 | 第8區  | 頂雙溪區 | 三叉港庄   | 雙溪庄        | 三叉港        | 雙溪鄉 |
| 粗坑庄、牡丹坑庄、尪仔崙坑庄             | 第8區  | 頂雙溪區 | 武丹坑庄   | 雙溪庄        | 武丹坑        | 雙溪鄉 |
| 石壁坑庄                                 | 第8區  | 頂雙溪區 | 石壁坑庄   | 雙溪庄        | 石壁坑        | 雙溪鄉 |
| 石笋庄石笋                               | 第8區  | 頂雙溪區 | 石庄       | 雙溪庄        | 石            | 雙溪鄉 |
| 石笋庄燦光藔                             | 第8區  | 頂雙溪區 | 燦光藔庄   | 雙溪庄        | 燦光寮        | 雙溪鄉 |
| 內平林庄、外平林庄、蔴竹坑庄、後蕃仔坑庄 | 第8區  | 頂雙溪區 | 平林庄     | 雙溪庄        | 平林          | 雙溪鄉 |
| 柑脚城庄                                 | 第8區  | 頂雙溪區 | 柑脚庄     | 雙溪庄        | 柑脚          | 雙溪鄉 |
| 三叉坑庄                                 | 第9區  | 頂雙溪區 | 三叉坑庄   | 雙溪庄        | 三叉坑        | 雙溪鄉 |
| 丁仔蘭坑庄                               | 第10區 | 槓仔藔區 | 丁仔蘭坑庄 | 雙溪庄        | 丁子蘭坑      | 雙溪鄉 |
| 大平庄                                   | 第13區 | 大平區   | 大平庄     | 雙溪庄        | 大平          | 雙溪鄉 |
| 灣潭庄、溪尾藔庄（部分）                 | 第13區 | 大平區   | 烏山庄     | 雙溪庄        | 烏山          | 雙溪鄉 |
| 溪尾藔庄（部分）                         | 第13區 | 大平區   | 溪尾藔庄   | 雙溪庄        | 溪尾寮        | 雙溪鄉 |
| 溪尾藔庄（部分）                         | 第13區 | 大平區   | 料角坑庄   | 雙溪庄        | 料角坑        | 雙溪鄉 |

## 庄長
- 曹田：1920年至1921年（原任大平區長）
- 曹天和：1922年至1929年（曾任臺北廳庶務課雇）
- 鎌田清熊：1930年至1937年（原任貢寮庄長）
- 平間千三郎：1938年至1939年（原任蘇澳郡役所警察課警部，後任基隆市役所衛生課衛生書記）
- 清水增吉：1940年至1941年（原任臺北州警務部警務課警部）
- 江頭源次郎：1942年至1945年（原任天然瓦斯研究所雇）[7]

## 人口
| 大字別   | 內地人 | 台灣人 | 中華民國人 | 小計(人) |
| -------- | ------ | ------ | ---------- | -------- |
| 雙溪     | 94     | 2,448  | 35         | 2,577    |
| 魚行     | 7      | 1,017  | 10         | 1,034    |
| 武丹坑   | 7      | 2,571  | 21         | 2,599    |
| 石壁坑   | 0      | 169    | 0          | 169      |
| 三叉港   | 0      | 974    | 0          | 974      |
| 石笋     | 0      | 592    | 0          | 592      |
| 燦光寮   | 0      | 286    | 0          | 286      |
| 平林     | 22     | 2,558  | 0          | 2,580    |
| 柑脚     | 9      | 1,748  | 5          | 1,762    |
| 三叉坑   | 0      | 482    | 0          | 482      |
| 丁子蘭坑 | 0      | 524    | 0          | 524      |
| 大平     | 4      | 517    | 0          | 521      |
| 烏山     | 0      | 336    | 0          | 336      |
| 溪尾寮   | 1      | 262    | 0          | 263      |
| 料角坑   | 0      | 200    | 0          | 200      |
| 小計     | 144    | 14,684 | 71         | 14,899   |

## 設施
- 雙溪庄役場
- 雙溪郵便局

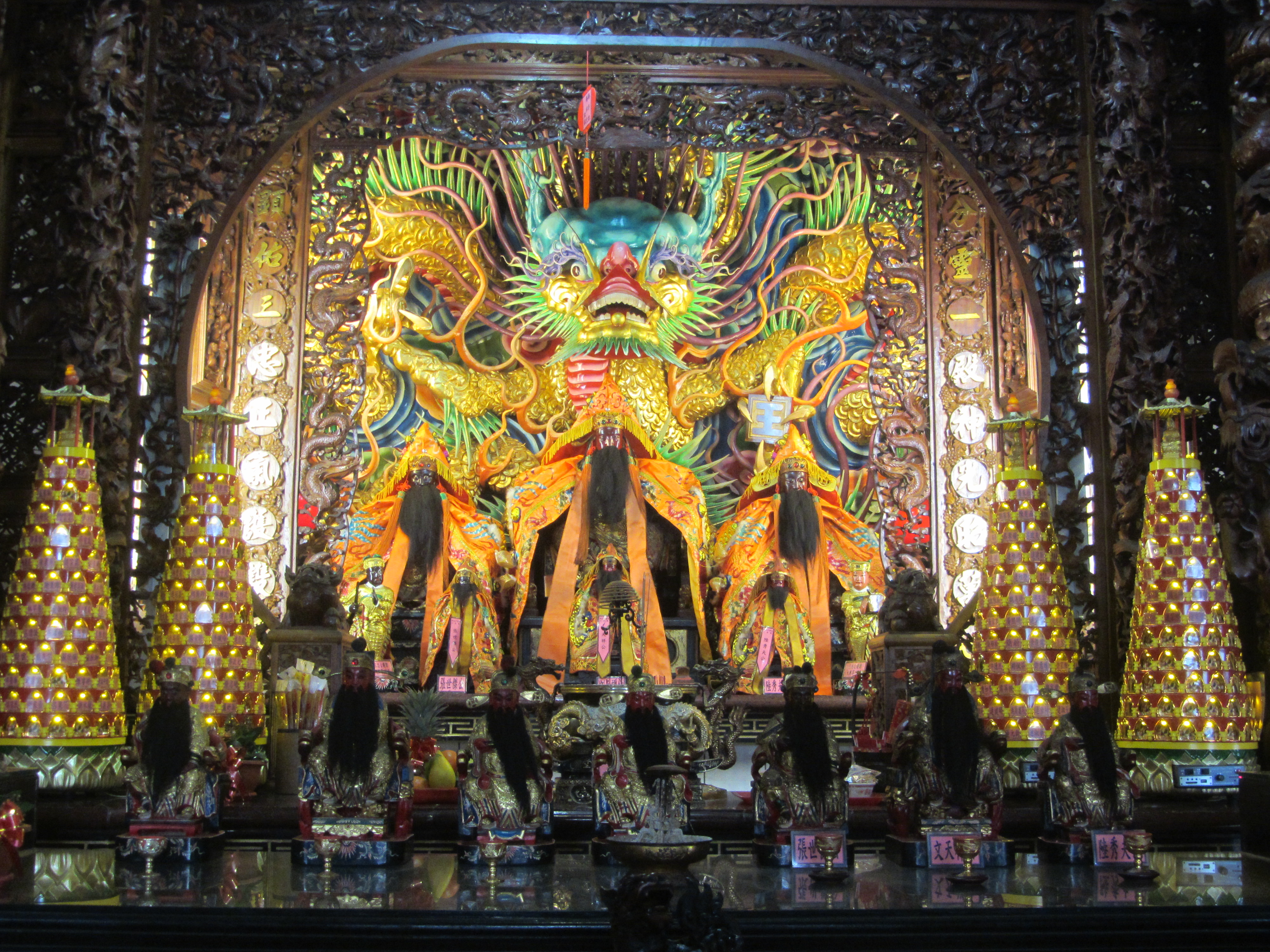
雙溪三忠廟三忠公

- 雙溪尋常小學校→雙溪國民學校（戰後廢校，原址今為雙溪高中）
- 雙溪公學校→雙溪東國民學校（今雙溪國小）
- 雙溪東國民學校大平分教場（雙溪國小泰平分班，1999年廢校）
- 柑脚公學校→柑脚國民學校（今柑林國小）
- 雙溪信用組合
- 雙溪庄食料品小賣市場[9]